# Berlin-Charlottenburg-Nord
Charlottenburg-Nord (ⓘ) ist ein Ortsteil im Bezirk Charlottenburg-Wilmersdorf von Berlin, der hauptsächlich aus Wohngebieten und Kleingartenanlagen besteht. Hier befinden sich auch der Charlottenburger Teil der Großsiedlung Siemensstadt, der Volkspark Jungfernheide und die Gedenkstätte Plötzensee.

## Geografie

### Geografische Lage
Charlottenburg-Nord liegt östlich der Havel und nördlich der Spree in dem von beiden Flüssen gebildeten Winkel im Berliner Urstromtal.

### Ausdehnung des Ortsteilgebiets
Charlottenburg-Nord liegt zwischen Hohenzollernkanal im Norden und Osten, Westhafenkanal (Autobahn-Stadtring, Ringbahn) und Spree im Süden. In diesem Gebiet befinden sich der Volkspark Jungfernheide, die Wohnsiedlungen Charlottenburg-Nord und Paul-Hertz-Siedlung, sowie die Ortslage Plötzensee mit der gleichnamigen Justizvollzugsanstalt.

### Nachbarortsteile

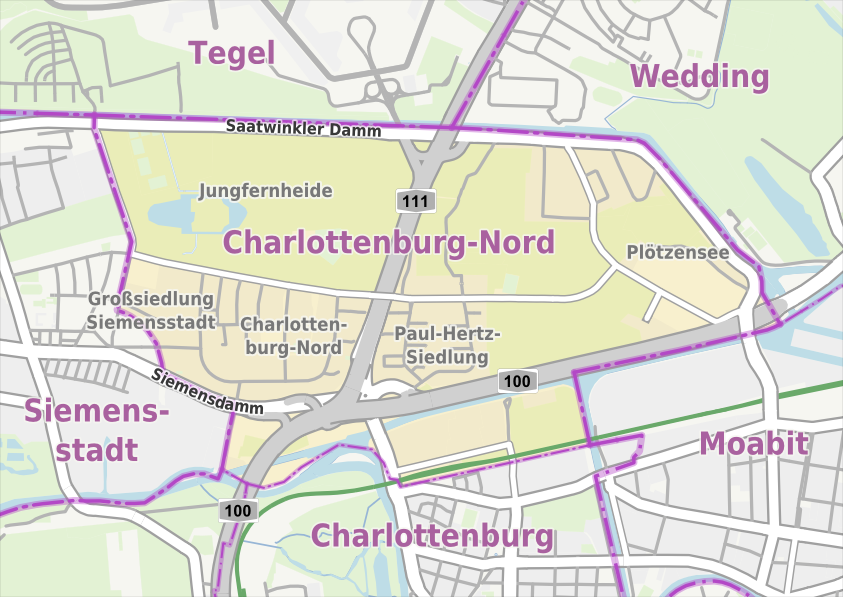
Übersichtskarte von Charlottenburg-Nord mit den Ortslagen und Nachbarortsteilen

Der Ortsteil Charlottenburg-Nord grenzt
- im Norden an den Ortsteil Tegel des Bezirks Reinickendorf,
- im Nordosten an den Ortsteil Wedding und im Südosten an den Ortsteil Moabit des Bezirks Mitte,
- im Süden an die Ortsteile Charlottenburg und Westend des Bezirks Charlottenburg-Wilmersdorf
- und im Westen an den Spandauer Ortsteil Siemensstadt.

### Ortslagen
- Charlottenburg-Nord
  - Siedlung Charlottenburg-Nord
  - Jungfernheide
  - Paul-Hertz-Siedlung
  - Plötzensee
  - Großsiedlung Siemensstadt

## Geschichte
Der Ortsteil wurde mit Beschluss der Bezirksverordnetenversammlung vom 30. September 2004 geschaffen.
Als Siedlungsgebiet entstand der Bereich praktisch erst nach dem Zweiten Weltkrieg. Zuvor bildete er eine Fortsetzung der Jungfernheide mit Kleingartenanlagen. Am westlichen und nördlichen Rand befanden sich bereits Ausläufer der Werkssiedlungen zur Siemensstadt, deren weitere Ausdehnung zwar lange geplant, bisher aber nicht realisiert worden war. In der östlichen Spitze war schon in den 1870er Jahren der Gefängniskomplex gebaut worden. Ansonsten gab es nur einige untergeordnete Gewerbegrundstücke. Durch die Spree und die Kanäle war das Gebiet wie eine Halbinsel vom Stadtgebiet abgetrennt und nur schlecht zu erreichen. Der feuchte Baugrund im Spreetal erschwerte eine Nutzung.
Im Jahr 1953 erfolgte die Erschließung durch den Bau der Hauptverkehrsstraßen Siemensdamm, Kurt-Schumacher-Damm und Goerdelerdamm. Danach begann der Bau der Siedlungen, um neuen Wohnraum für das kriegszerstörte Berlin zu schaffen.

## Bevölkerung
| Jahr | Einwohner |
| ---- | --------- |
| 2007 | 17.301    |
| 2010 | 17.678    |
| 2015 | 19.137    |
| 2020 | 19.422    |
| 2021 | 19.172    |
| 2022 | 19.371    |
| 2023 | 19.439    |
| 2024 | 19.665    |

Quelle: Statistischer Bericht A I 5. Einwohnerregisterstatistik Berlin. Bestand – Grunddaten. 31. Dezember. Amt für Statistik Berlin-Brandenburg (jeweilige Jahre)

## Sehenswürdigkeiten und Kultur

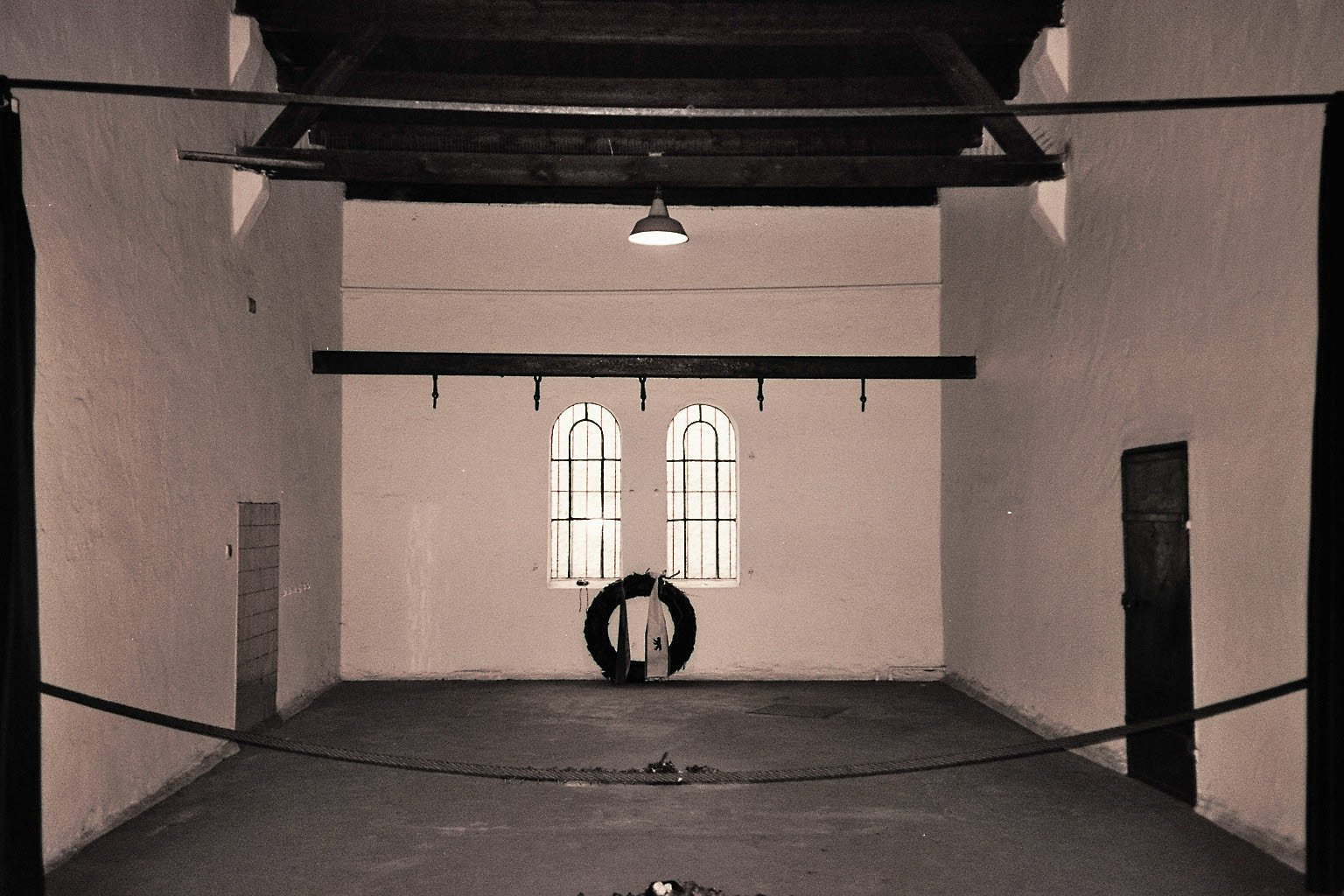
Gedenkstätte Plötzensee

### Bauwerke

#### Wohngroßsiedlung Siemensstadt
Die im Ortsteil westlich vom Goebelplatz liegende Großsiedlung Siemensstadt („Ringsiedlung“) wurde zwischen 1929 und 1931 unter der Gesamtplanung von Hans Scharoun errichtet.

#### Wohnsiedlung Charlottenburg-Nord
Östlich anschließend entstand von 1956 bis 1961 die zweite Erweiterung der historischen Siemensstadt mit annähernd 4000 Wohnungen für 12.000 Menschen. An der Planung war erneut Hans Scharoun maßgeblich beteiligt. Bauträger waren im Wesentlichen die Wohnungsbaugesellschaften GSW (westlich des Halemwegs) und Gewobag (östlich des Halemwegs).

#### Paul-Hertz-Siedlung
Die wiederum östlich anschließende Paul-Hertz-Siedlung wurde mit fast 2700 Wohnungen zwischen 1961 und 1965 nach Planungen von Wils Ebert, Werner Weber und Fritz Gaulke für die Wohnungsbaugesellschaft GEWOBAG errichtet.

#### Speerplatte
Die Speerplatte (52° 32′ 41″ N, 13° 18′ 36″ O, benannt nach dem NS-Rüstungsminister Albert Speer) war eine ab 1939 errichtete, 90.000 m² große Betonplatte, die dem Fuhrpark der ehemaligen Transportstandarte Speer des NSKK (Nationalsozialistisches Kraftfahrkorps) als Abstellfläche diente. Auf dem Gelände am heutigen Friedrich-Olbricht-Damm wurden Kasernen und Bunkerbauten errichtet (Architekt: Carl Christoph Lörcher). Nach dem Zweiten Weltkrieg wurde das Areal als Lagerplatz (Senatsreserve) für 200.000 Tonnen Kohlen genutzt; in den Kasernenbauten befanden sich eine Schule, eine Kindertagesstätte, das bezirkliche Obdachlosenheim und Unterkünfte für Flüchtlinge aus dem Libanon. 1992 wurde die Betonplatte abgerissen und ein 16 Hektar großes Gewerbegebiet angelegt.

#### Gefängnis Plötzensee

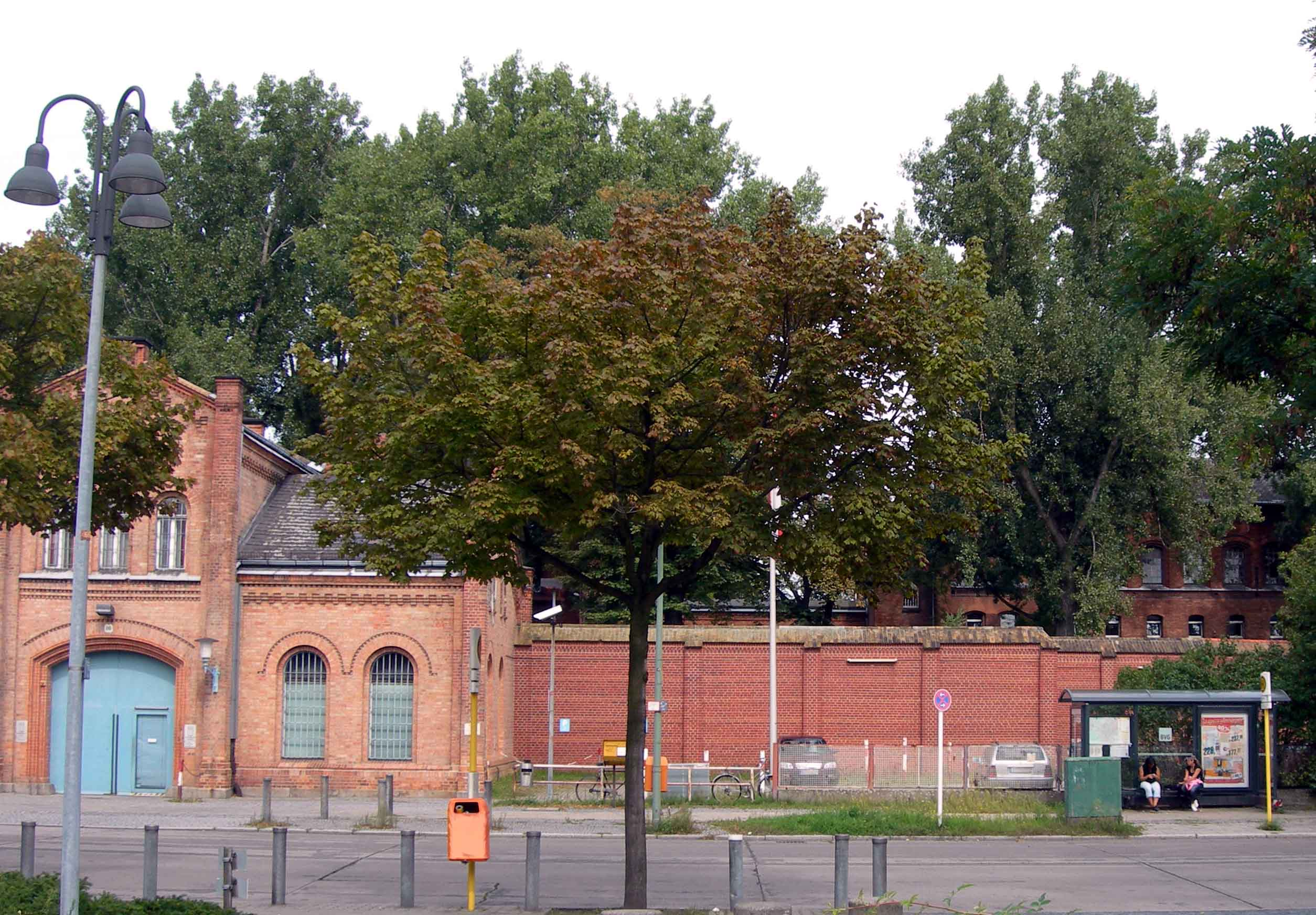
Torhaus des Gefängnisses Plötzensee

Am Friedrich-Olbricht-Damm in der Ortslage Plötzensee befindet sich das ehemalige Strafgefängnis Plötzensee. Es wurde 1868–1872 in Rohziegelbauweise errichtet und ist eine der frühesten Berliner Gefängnisanlagen in lockerer Bebauung. Die Gesamtanlage mit Torhaus, Gefängnistrakten, Beamtenwohnhäusern, Küchenbauten und Kessel- und Maschinenhaus steht unter Denkmalschutz. Die Anstaltskirche befindet sich im oberen Stockwerk des Hauptgebäudes. Das jüdische Bethaus wurde 1939 abgerissen, einige Gebäude im Zweiten Weltkrieg zerstört.
In der Zeit des Nationalsozialismus diente das Gefängnis als politisches Straf- und Untersuchungsgefängnis und als zentrale Hinrichtungsstätte, in der rund 3000 Menschen umgebracht wurden. Die Gedenkstätte Plötzensee am Hüttigpfad erinnert an die Opfer des Nationalsozialismus.
Zwischen 1945 und 1987 war die heutige Justizvollzugsanstalt Plötzensee Jugendstrafanstalt. Nach deren Umzug in einen modernen Erweiterungsbau am Friedrich-Olbricht-Damm ist sie heute überwiegend eine Einrichtung des offenen Männervollzugs. Ebenfalls in unmittelbarer Nähe befindet sich die JVA Charlottenburg, die zunächst als Frauenhaftanstalt und seit 1998 als Anstalt des geschlossenen Männervollzugs genutzt wird.

### Gedenkstätten
- Die Gedenkstätte Plötzensee wurde 1952 nach Plänen von Bruno Grimmek auf dem Gelände der NS-Hinrichtungsstätte im Strafgefängnis Plötzensee eingerichtet. Sie erinnert an die etwa 3000 hier durch Fallbeil oder Strang hingerichteten Männer, Frauen und Jugendlichen. Der Hüttigpfad, Zugangsstraße zu der unter Denkmalschutz stehenden Gedenkstätte, wurde nach dem Kommunisten Richard Hüttig benannt. Er war der erste hier im Jahr 1934 von den Nazis hingerichtete politische Gefangene.
- Maria Regina Martyrum, die „Gedächtniskirche der deutschen Katholiken zu Ehren der Blutzeugen für Glaubens- und Gewissensfreiheit in den Jahren 1933–1945“ wurde nach Plänen des Würzburger Dombaumeisters Hans Schädel und des Architekten Friedrich Ebert 1960 bis 1963 am Heckerdamm 230–232 erbaut. Das Areal gilt als herausragendes Beispiel einer gelungenen Einheit von Kirchenbau und Bauplastik. Der markante Glockenturm am Eingang des kopfsteingepflasterten, von mit schwarz-grauen Basaltkieselplatten verkleideten Mauern eingefassten Feierhofs mit bronzenem Kreuzweg und Freialtar von Otto Herbert Hajek besteht aus zwei Betonpfeilern, die ein Eingangstor und den zweigeschossigen Glockenstuhl mit fünf Glocken zwischen sich nehmen. Auf der langgestreckten Fassade der Oberkirche befindet sich die dreigliedrige vergoldete Plastik Apokalyptische Frau von Fritz Koenig. Im indirekt beleuchteten Kirchenraum befinden sich unter anderem ein monumentales Altargemälde von Georg Meistermann und eine Sitzende Madonna aus Südfrankreich um 1320. Im Jahr 1982 wurde direkt angrenzend ein Kloster der Unbeschuhten Karmelitinnen, der Karmel Regina Martyrum, errichtet. Die Gedenkkirche ist zugleich auch Klosterkirche der Karmelitinnen.[3]
- Das Gemeindezentrum Plötzensee mit dem Bilderzyklus Plötzenseer Totentanz von Alfred Hrdlicka.[4]

Namen von Straßen, Schulen usw.
Die Benennung der Straßen, Plätze, Brücken und Schulen in Charlottenburg-Nord ist ebenfalls eine Würdigung der Widerstandskämpfer; fast alle Straßen sind nach ihnen benannt. Ab 1950 (Hüttigpfad) und dann mit dem Bau der Siedlungen wurden mit einer Ausnahme (Hüttig) Regimegegner aus dem bürgerlichen, sozialdemokratischen, christlichen und adligen Umfeld geehrt. Dies steht im Zusammenhang mit der nahen Hinrichtungsstätte Plötzensee, in der mehr als die Hälfte von ihnen ermordet wurden. Zuvor waren in Ost-Berlin viele Straßen nach Widerstandskämpfern mit kommunistischem Hintergrund benannt worden. Unter den Geehrten sind vier Frauen. In Charlottenburg-Nord wird an die folgenden Gegner des NS-Regimes erinnert († = ermordet in Plötzensee): Peter Buchholz, Gustav Dahrendorf, Alfred Delp†, Elisabeth Gloeden†, Erich Gloeden†, Carl Goerdeler†, Nikolaus Groß†, Max Habermann, Hans Bernd von Haeften†, Werner von Haeften, Nikolaus Christoph von Halem, Ernst Heilmann, Paul Hertz, Caesar von Hofacker†, Richard Hüttig†, Jakob Kaiser, Johanna Kirchner†, Friedrich Karl Klausing†, Bernhard Letterhaus†, Franz Leuninger†, Bernhard Lichtenberg, Hermann Maaß†, Helmuth James Graf von Moltke†, Friedrich Olbricht, Harald Poelchau, Johannes Popitz†, Adolf Reichwein†, Ernst Schneppenhorst, Kurt Schumacher, Ludwig Schwamb†, Ulrich Wilhelm Graf Schwerin von Schwanenfeld†, Hellmuth Stieff†, Theodor Strünck, Richard Teichgräber, Maria Terwiel†, Oswald Wiersich†, Josef Wirmer†, Erwin von Witzleben†, Rudolf Wissell, Emmy Zehden†.

### Parks
Der Volkspark Jungfernheide wurde von 1920 bis 1926 auf 112 Hektar nach Plänen des Charlottenburger Gartendirektors Erwin Barth gestaltet. Die Arbeiten wurden hauptsächlich von Arbeitslosen im Rahmen eines Notstandsprogramm durchgeführt. Aus Geldmangel wurden 1927 die Arbeiten eingestellt, obwohl noch nicht alle Pläne realisiert waren.

## Öffentliche Einrichtungen
In der Max-Dohrn-Straße befindet sich der Hauptstandort des Bundesinstituts für Risikobewertung.

### Bildung

#### Grundschulen
- Die Erwin-von-Witzleben-Grundschule – benannt nach Erwin von Witzleben, einem der Widerstandskämpfer des Attentats vom 20. Juli 1944 – am Halemweg 34 wurde im April 1961 gegründet. Etwa 340 Schüler werden hier unterrichtet. Französisch kann als erste Fremdsprache gewählt werden, daneben gibt es einen sportbetonten Zug. Ein Hort ist angeschlossen.
- Die ehemalige Hermann-Löns-Grundschule am Jungfernheideweg befindet sich auf Charlottenburg-Wilmersdorfer Gebiet, wurde allerdings 2006 an den Bezirk Spandau übergeben und ist seitdem eine Filiale der Robert-Reinick-Grundschule.
- Die Helmuth-James-von-Moltke-Grundschule – benannt nach dem Juristen und Widerstandskämpfer Helmuth James Graf von Moltke – am Heckerdamm 221 bietet auch Klassen mit Montessoripädagogik an. Sie ist eine von elf Berliner gebundenen Ganztagsgrundschulen, die an vier Tagen in der Woche verlässliche Öffnungszeiten zwischen 7:30 und 16:00 Uhr gewährleisten.

#### Oberschulen
- Die 1973 eröffnete Poelchau-Gesamtschule am Halemweg 24 zog 2015 in den Olympiapark. Das daraufhin einige Monate leerstehende Gebäude wird derzeit als Notunterkunft für Flüchtlinge genutzt.
- Die Anna-Freud-Oberschule – benannt nach der Psychoanalytikerin Anna Freud – am Halemweg 22 ist eine staatliche Fachschule für Sozialwesen mit gymnasialer Oberstufe (Oberstufenzentrum für Sozialwesen). Sie wurde 1977 gegründet und hat rund 950 Schüler.

### Sportstätten

#### Stadien und Sportplätze
- Sportanlage Jungfernheide, Jungfernheideweg 80
- Sportplatz Heckerdamm, Heckerdamm 206
- Sportplatz Volkspark Jungfernheide, Jungfernheideweg 62

#### Freibäder
- Freibad Jungfernheide, Jungfernheideweg 60

## Verkehr

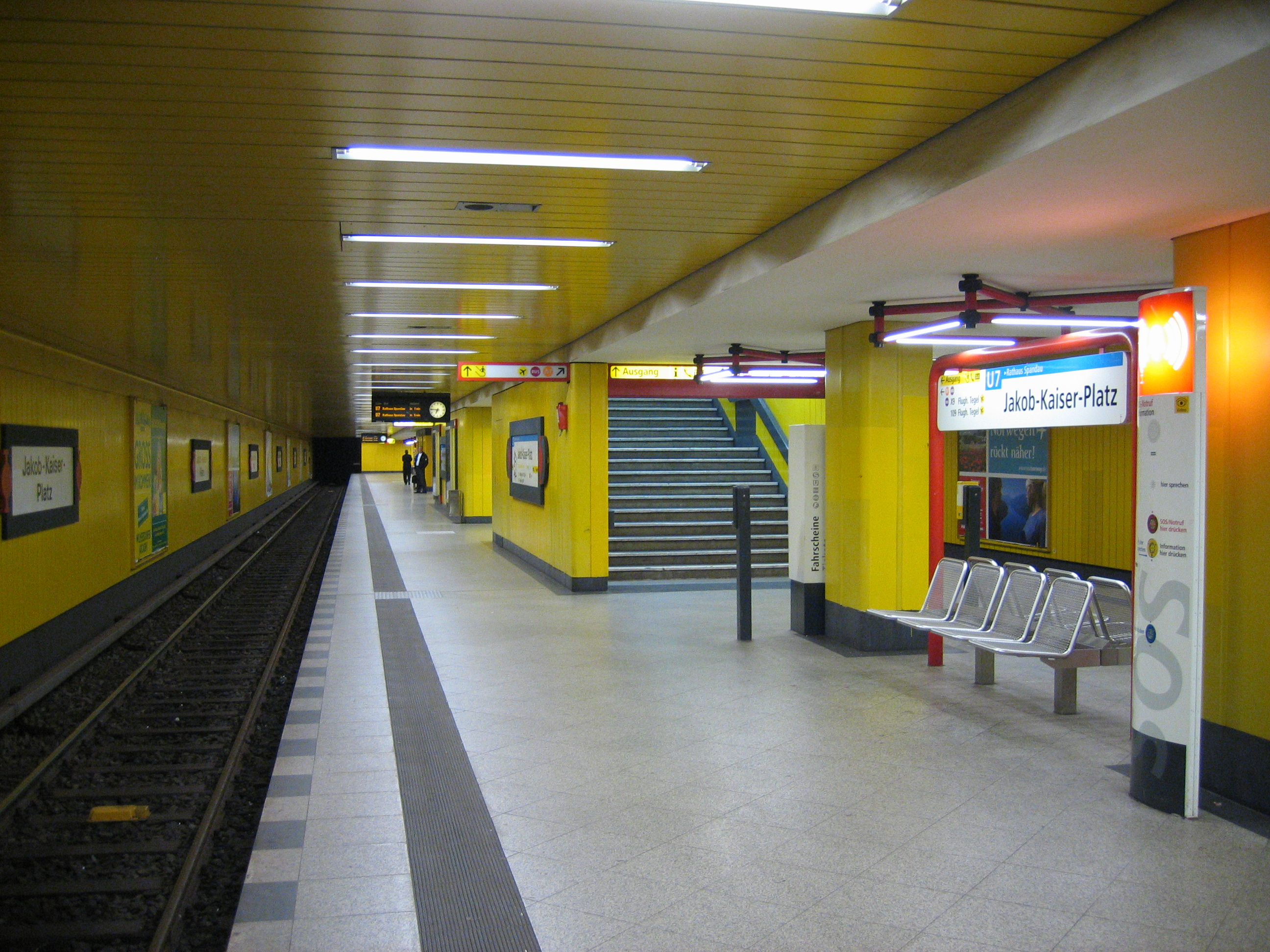
U-Bahnhof Jakob-Kaiser-Platz

- Die U-Bahn-Linie U7 erschließt den Ortsteil mit den Bahnhöfen Jungfernheide, Jakob-Kaiser-Platz und Halemweg.
- Die S-Bahn (Ringbahn) berührt den Ortsteil am S- und U-Bahnhof Jungfernheide, der auch als Regionalbahnhof ausgebaut wurde.
- Sowohl die Anschlussstelle Jakob-Kaiser-Platz der Bundesautobahn 100 (Stadtring) wie auch die Anschlussstellen Heckerdamm, Flughafen Tegel und Saatwinkler Damm der Bundesautobahn 111 liegen im Ortsteil.

## Persönlichkeiten
- Harald Poelchau, evangelischer Gefängnisseelsorger in den Haftanstalten Berlin-Tegel und Berlin-Plötzensee 1933–1945, Mitglied der Widerstandsbewegung und des Kreisauer Kreises.

## Besondere Angebote
Der Pfad der Erinnerung erschließt die Gedenkregion Charlottenburg-Nord zwischen der Gedenkstätte Plötzensee und den benachbarten Kirchen, die sich dem Gedenken an den Widerstand gegen die Nazi-Diktatur widmen.